# Iwan Thomas
Iwan Gwyn Thomas (Farnborough, 5 gennaio 1974) è un ex velocista britannico, campione europeo dei 400 metri piani e della staffetta 4×400 metri nel 1998.

## Biografia
Ha partecipato a tre edizioni olimpiche, conquistando una medaglia d'argento con la staffetta nel 1996; sempre con la staffetta si è laureato campione del mondo nel 1997.
Thomas detiene tuttora il record britannico dei 400 m piani, con 44"36, un centesimo meglio del primato precedente, che era stato stabilito da Roger Black.
Iwan Thomas ha inoltre conquistato tre medaglie ai Giochi del Commonwealth, dove ha partecipato sotto le insegne del Galles: nel 1998 a Kuala Lumpur è stato oro nella gara individuale e bronzo nella staffetta; nel 2002 a Manchester ha invece vinto l'argento nella staffetta.

## Altre competizioni internazionali
1997
- Coppa Europa di atletica leggera ( Monaco di Baviera)

1998
- Coppa Europa di atletica leggera ( San Pietroburgo)